# História do Instituto Tecnológico de Aeronáutica
Num país onde o investimento em educação é escasso, a história do ITA mostra claramente o alto retorno que o investimento em educação pode gerar. O faturamento da Embraer de apenas um ano corresponde ao orçamento de 102 anos do Instituto Tecnológico de Aeronáutica (ITA).
Ao longo de sua história o ITA vem colhendo diversos frutos, provenientes do projeto visionário do Marechal-do-Ar Casimiro Montenegro Filho, que, na década de 1940 sonhava em impulsionar a indústria aeronáutica brasileira. Alguns exemplos de sucesso provenientes do instituto são a criação da EMBRAER, o primeiro motor a álcool e o primeiro astronauta brasileiro.

## A Visão de Montenegro
A história do Marechal-do-ar Casimiro Montenegro Filho começa em 1928, quando foi declarado Aspirante-a-oficial aviador do Exército Brasileiro, e já em 1931, numa demonstração de seu espírito pioneiro, como Tenente aviador, juntamente com o Major Eduardo Gomes, cria o Correio Aéreo Militar, hoje, Correio Aéreo Nacional, realizando com o então também Tenente aviador Nélson Freire Lavanère-Wanderley o vôo inaugural entre Rio de Janeiro e São Paulo, no dia 12 de junho do mesmo ano.
Em 1938, no posto de major aviador, decide matricular-se na primeira turma do curso de Engenharia Aeronáutica, recém criado por determinação do Ministério da Guerra, na então Escola Técnica do Exército (atual Instituto Militar de Engenharia – IME). Esse curso era destinado a candidatos civis com formação superior em Ciências Exatas e a oficiais aviadores, situação de Montenegro.
Durante a constituição e organização do Ministério da Aeronáutica, em 1941, o Tenente-Coronel Montenegro, que acabara de receber seu diploma de engenheiro aeronáutico e já possuía um grande prestígio por suas realizações anteriores, foi convidado a assumir a subchefia da Diretoria de Material, assim como a responder pela Subdiretoria de Técnica Aeronáutica.
Neste período é que foi concebida a ideia de uma escola de engenharia aeronáutica no próprio Ministério da Aeronáutica, onde haveria mais recursos, espaço e, principalmente, a motivação aeronáutica. Ao viajar para os Estados Unidos em missão para trazer um lote de aviões de fabricação norte-americana, Casimiro Montenegro resolveu visitar o Wright Field (Ohio), centro de desenvolvimento tecnológico da USAF. Entusiasmado com o que viu, estendeu sua visita ao  MIT (Massachusetts Institute of Technology), em Boston, para cujo chefe do Departamento de Engenharia Aeronáutica, professor Richard Harbert Smith, encaminharia posteriormente seus planos e de quem viria a obter um apoio fundamental para montar o "MIT brasileiro".
Em 1945, já com o professor Smith no Brasil, expôs seus planos de fazer um Centro Técnico em São José dos Campos-SP, numa localização plana que tinha energia disponível e ficava ao lado de uma importante rodovia ainda em construção (Via Dutra).
Ainda em 1945, expunha ao Estado Maior da Aeronáutica uma carta aerofotogramétrica, sobre o chão e segura por pedras, onde se localizariam os diversos segmentos que comporiam o Centro: o túnel aerodinâmico, o laboratório de motores, as áreas escolar e residencial, e, até mesmo, a área de expansão (utilizada mais tarde pela EMBRAER).
Surgia, assim, o embrião de uma escola de alto nível no país, com professores experimentados, trazidos do exterior, para já no ano de 1954, formar sua primeira turma de engenheiros no Instituto Tecnológico de Aeronáutica, com instalações adequadas e professores e alunos morando no próprio campus.
Os passos seguintes que culminaram com a criação do complexo de pesquisa e desenvolvimento que é CTA, começaram pela instalação dos laboratórios de pesquisa para empregar os profissionais de excelência formados e de ambiente propício para o desenvolvimento das atividades de pesquisa na área de aeronáutica.
Ainda, segundo a concepção do plano idealizado por Montenegro, quando nos laboratórios houvesse produtos com potencial de comercialização, seriam fundadas empresas. Em 1969, quando o avião para linhas regionais Bandeirante havia tomado forma, foi criada a EMBRAER.

## São José dos Campos
São José dos Campos na década de 1940 era uma pequena vila procurada para o tratamento de tuberculose pulmonar. O então Coronel aviador Casimiro Montenegro Filho escolhe a cidade pela sua localização estratégica entre os dois principais centros urbanos do Brasil (São Paulo e Rio de Janeiro) e pela geografia plana do local, adequada à aviação.
O processo de industrialização do município, toma impulso a partir da instalação do Instituto Tecnológico de Aeronáutica (ITA) e do Centro Técnico de Aeronáutica (CTA), em 1950, e, posteriormente, do Instituto Nacional de Pesquisas Espaciais (INPE), e também com a inauguração da Rodovia Presidente Dutra em 1951, possibilitando assim uma ligação mais rápida entre Rio de Janeiro e São Paulo e cortando a parte urbana de São José dos Campos. Em breve, doaram-se terrenos às margens da nova rodovia, onde se instalaram várias fábricas, iniciando-se a industrialização da cidade.
A criação do ITA e do CTA iniciaram o processo de industrialização da cidade, que hoje é um dos principais pólos tecnológicos do país.

## Legado
Desde a sua criação, os profissionais formados no ITA tem tido sucesso amplamente reconhecido pela implantação, juntamente com o DCTA (antigo CTA), das indústrias aeronáutica e de defesa na região do Vale do Paraíba, sendo sua principal vitrine a Embraer. Também marcaram forte presença na implantação das indústrias automobilística e eletrônica, na do sistema de telecomunicações do País (sistema Embratel), assim como nos setores de informática e universitário.
Alguns casos de sucesso ligados diretamente ao ITA e ao CTA:
- Embraer, terceira maior fabricante de Aeronaves do mundo.
- Tecsis - segunda maior fabricante de pás de Turbinas Eólicas do mundo.
- Empresas na área de aeroespacial e defesa: Mectron, Avibrás, Helibrás, BMT NavCon e assim como novas empresas encubadas como Girofly e Flight Technologies
- INPE – Instituto Nacional de Pesquisas Espaciais.
  - Previsão do Tempo (CPTEC)
  - Monitoramento do desmatamento da Amazônia
  - Construção de Satélites
- DCTA - Departamento de Ciência e Tecnologia Aeroestacial (antigo CTA)
  - Foguetes de sondagem (VSB-30) e lançadores de satélites (VLS)
  - Institutos de Pesquisa e desenvolvimento: IEA, IEAv, IFI
- Urna eletrônica brasileira – A informatização do sistema eleitoral Brasileiro, hoje referência mundial, foi conduzida por grupos de engenheiros do INPE e do CTA (década de 1990).
- Primeiro Astronauta Brasileiro: Marcos César Pontes
- Primeiro Motor a álcool – O primeiro motor a álcool foi desenvolvido no CTA pelo Prof. Urbano Ernesto Stumpf na década de 1970, permitindo que o governo brasileiro criasse o Pró-álcool. Atualmente cerca da metade do consumo de gasolina dos automóveis brasileiros é substituído por esta energia renovável.
- Pioneiros nas telecomunicações do Brasil: Sistema Embratel, Telebrás, Telesp
- Empresas de Computação e Eletrônica: Locaweb, Orbisat, AsGa, Compsis
- Influência na Educação Superior no Brasil
  - Primeiro curso de Engenharia Eletrônica do Brasil (1951)
  - Primeiros cursos de Pós-Graduação em Engenharia do Brasil (1961), introduzindo o modelo de Mestrado que viria a ser adotado por outras instituições, sejam de Engenharia ou de outras áreas do conhecimento.
  - Em contraposição ao sistema de cátedras comum nas universidades brasileiras na época da sua fundação, o ITA adotou uma estrutura acadêmica departamental. Este modelo influenciou a nova orientação do ensino superior brasileiro através da Lei de Diretrizes e Bases da Educação Brasileira de 1961, e teve reflexos inegáveis na composição do novo currículo mínimo do curso de engenharia aprovado em 1976 pelo Conselho Federal de Educação.
  - Formou os professores pioneiros e criadores de diversos cursos universitários de engenharia na USP, Unicamp, UFPB e UFABC.

## Personalidades
Iteanos famosos incluem (em ordem alfabética):
- Armando Zeferino Milioni - eng. mecânico - Diretor responsável pela ampliação da Unifesp São José dos Campos (2010-2012) e fez parte da equipe responsável pela implantação da UFABC (2010-2014).
- Casimiro Montenegro Filho - Marechal do Ar - Fundador do ITA e diretor geral do CTA até 1964;
- Cassio Taniguchi - eng. eletrônico - prefeito de Curitiba entre 1997 e 2004;
- Conrado Engel, Atual presidente do grupo HSBC Brasil e no qual era Diretor Regional para Ásia e Pacífico, HSBC;
- Dimas Lara Barbosa, Dom - eng. eletrônico - Arcebispo de Campo Grande (MS); ex-Bispo Auxiliar do Rio de Janeiro; ex-Secretário-Geral da CNBB.
- Emanuel Fernandes - eng. aeronáutico - prefeito de São José dos Campos entre 1997 e 2004; eleito deputado federal por São Paulo em 2006;[3]
- Francisco Sukys e Edson Paladini Veiga- engs. eletrônicos - co-criadores do padrão analógico brasileiro de televisão a cores (PAL-M);
- Hugo de Oliveira Piva - major-brigadeiro-do-ar, diretor do Centro Técnico Aeroespacial (CTA) de 1984 a 1987;
- Jean Paul Jacob - eng. eletrônico - gerente de pesquisas do Centro IBM de Pesquisas de Almadén, Califórnia, Estados Unidos;
- Jorge Bittar - eng. eletrônico - deputado federal fluminense;
- Luiz Eduardo Falco Corrêa - eng. aeronáutico - CEO Oi/Brasil Telecom;
- Marcos César Pontes - eng. aeronáutico - turma de 1993; primeiro astronauta brasileiro;
- Mickal Gartenkraut - eng. mecânico, reitor do ITA entre 2001 e 2005, presidente do conselho que criou o Parque Tecnológico São José dos Campos
- Ozires Silva - eng. aeronáutico - fundador da Embraer;
- Tércio Pacitti - eng. aeronáutico (1º lugar da turma de 1952). MSc e PhD pela Universidade da Califórnia, Berkeley.;Ex-reitor do ITA (1982). Autor de livros na área de informática;
- Urbano Ernesto Stumpf - eng. aeronáutico - É tido como o "pai" do Motor a álcool;
- Walter Schalka, CEO, Votorantim Cimentos.

- Octávio Gaspar de Souza Ricardo. Um dos 5 primeiros professores do ITA, engenheiro aeronáutico, pós graduado  no Imperial College of Science & Technology, Londres, 1949. Trabalhou no Caltech, Pasadena, Ca, nos anos 1959/60.